# (2355) Nei Monggol
(2355) Nei Monggol est un astéroïde de la ceinture principale.

## Description
(2355) Nei Monggol est un astéroïde de la ceinture principale. Il fut découvert en Chine le 30 octobre 1978 à l'observatoire de la Montagne Pourpre. Il présente une orbite caractérisée par un demi-grand axe de 3,019 UA, une excentricité de 0,116 et une inclinaison de 9,999° par rapport à l'écliptique.
Il fut nommé en l'honneur de la Mongolie-Intérieure.

## Compléments